# Condat-lès-Montboissier
 Condat-lès-Montboissier  es una población y comuna francesa, situada en la región de Auvernia, departamento de Puy-de-Dôme, en el distrito de Ambert y cantón de Saint-Germain-l'Herm.

## Demografía
| 376 | 320 | 276 | 242 | 216 | 210 |
| Para los censos de 1962 a 1999 la población legal corresponde a la población sin duplicidades (Fuente: INSEE [Consultar]) |     |     |     |     |     |